# Верная флоту
«Верная флоту» (англ. True to the Navy) — чёрно-белая романтическая комедия 1930 года. Один из звуковых фильмов Клары Боу.

## Сюжет
Руби Нолан живёт в Сан-Диего и работает за прилавком ларька с газированной водой в аптеке Соломона Бимберга, которую часто посещают матросы. Кокетливая Руби не может удержаться от интрижки сразу с несколькими из них. Когда её поклонники узнают о существовании друг друга, они решают отомстить коварной обольстительнице и подговаривают Стрелка Маккоя влюбить Руби в себя. Он отказывается, но судьба всё-таки сводит их вместе.

## В ролях
| Актёр        | Роль            |
| ------------ | --------------- |
| Клара Боу    | Руби Нолан      |
| Фредрик Марч | Стрелок Маккой  |
| Гарри Грин   | Соломон Бимберг |